# Kirigalpotta
Kirigalpotta là ngọn núi cao thứ hai ở Sri Lanka với độ cao 2.388 m (7.835 ft) trên mực nước biển, và cũng là ngọn núi cao nhất ở nước này mà đa số công chúng có thể tiếp cận được đỉnh núi (điểm cao nhất Pidurutalagala, là một căn cứ quân sự không giới hạn cho công chúng). Đỉnh núi nằm gần thành phố Nuwara Eliya, trong Quận Nuwara Eliya. Chỉ có một đường mòn leo núi dài 7 km (4 mi) đi lên đỉnh núi xuyên qua Công viên Quốc gia Horton Plains, mặc dù đường mòn này không phổ biến lắm.